# Río Lagarto
Río Lagarto är en ort i Mexiko.   Den ligger i kommunen Santiago Juxtlahuaca och delstaten Oaxaca, i den sydöstra delen av landet, 290 km söder om huvudstaden Mexico City. Río Lagarto ligger 1 421 meter över havet och antalet invånare är 203.
Terrängen runt Río Lagarto är kuperad åt nordost, men åt sydväst är den bergig. Runt Río Lagarto är det ganska glesbefolkat, med 30 invånare per kvadratkilometer. Närmaste större samhälle är Putla Villa de Guerrero, 14,3 km öster om Río Lagarto. I omgivningarna runt Río Lagarto växer huvudsakligen savannskog.